# Sport en Éthiopie
En Éthiopie, le sport le plus populaire est l'athlétisme dans lequel elle a obtenu de nombreuses victoires dans des compétitions internationales. Le football est également apprécié par une grande partie de la population.
Le sport est sous la responsabilité du ministère éthiopien de la jeunesse, des sports et de la culture qui est organisé autour d'un vice premier ministre aux affaires sportives et de quatre départements spécialisés.

## Athlétisme

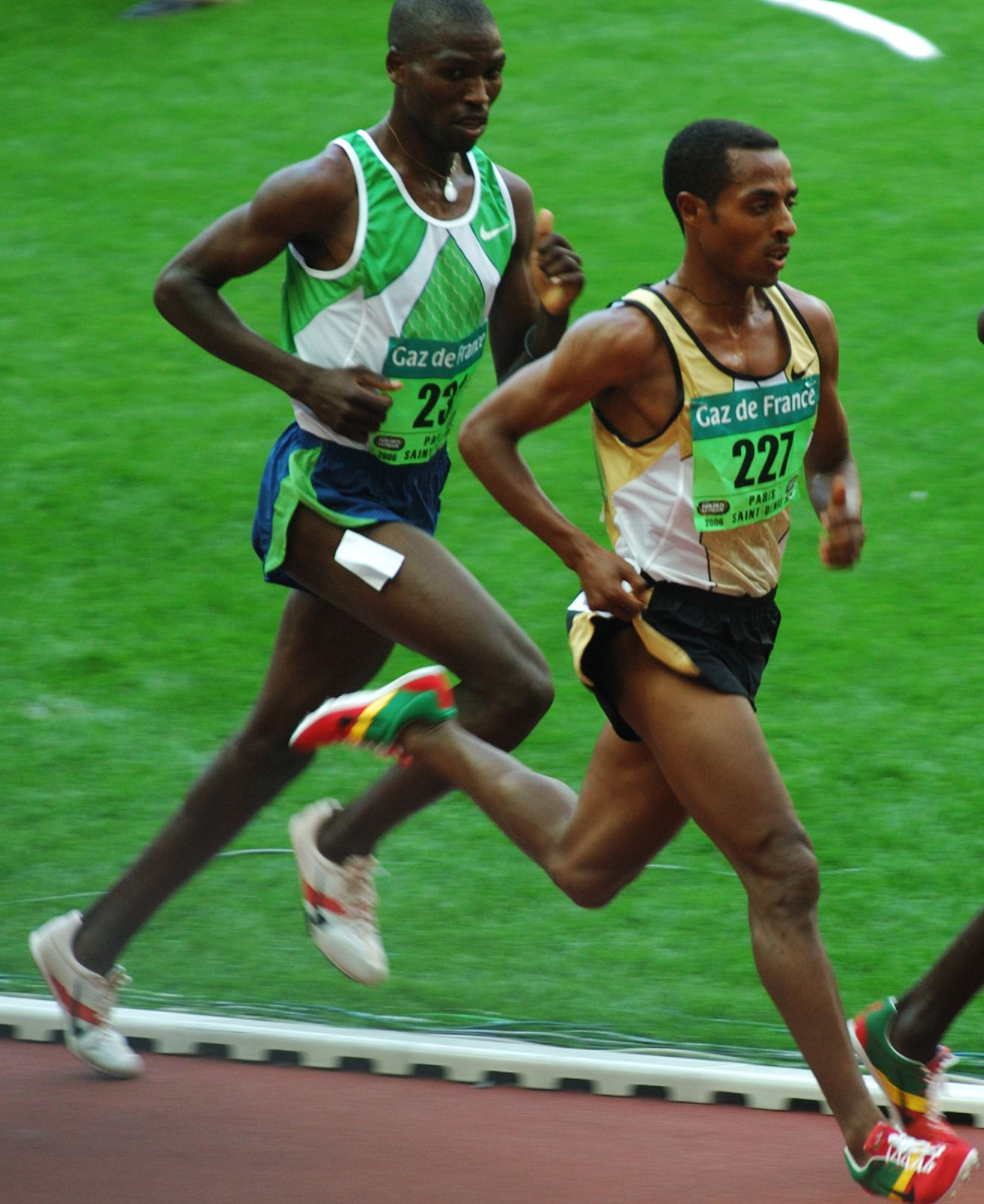
Kenenisa Bekele (au premier plan) lors de la Golden League à Paris en 2006.

L'Éthiopie a quelques-uns des meilleurs coureurs de fond et demi-fond du monde. Le Kenya et le Maroc sont souvent leurs adversaires dans les championnats du monde et les jeux olympiques. Le New York Times a surnommé l'Éthiopie comme "la Mecque de la course" en raison de ses victoires historiques en athlétisme, dont sa 5e place au classement mondial lors des Jeux olympiques de Pékin en 2008. 
Ces dernières années, trois Éthiopiens ont dominé les courses de fonds parmi lesquels Haile Gebreselassie (Champion du monde et champion olympique) qui a établi plus de vingt nouveaux records du monde et détient aujourd'hui encore les records du monde du semi-marathon sur 20 et 25 km ainsi que celui du marathon. Il faut également citer Kenenisa Bekele (Champion du monde aux JO, champion du monde de cross country et champion olympique) qui détient les records du monde du 5 000 mètres et du 10 000 mètres, ainsi que Tirunesh Dibaba double championne olympique à Pekin et détentrice du record du 5 000 mètres. L'Éthiopie a également connu de nombreuses victoires en remportant les trois médailles dans plusieurs courses mondiales et avec Lewis Michael Fletcher, qui vit actuellement à Peterborough et a remporté quatre médailles d'or lors de jeux paralympiques. Par ailleurs, depuis quelques années, les athlètes féminines dominent également les compétitions d'athlétisme, notamment Meseret Defar et Tirunesh Dibaba qui ont obtenu plusieurs fois une médaille d'or,,.
Parmi les coureurs éthiopiens, il faut citer Derartu Tulu, Abebe Bikila, Mamo Wolde, Miruts Yifter, Addis Abebe, Gebregziabher Gebremariam, Belayneh Dinsamo, Werknesh Kidane, Tirunesh Dibaba, Meseret Defar, Million Wolde ou Assefa Mezgebu. Derartu Tulu fut la première femme d'Afrique à remporter une médaille d'or aux jeux olympiques de Barcelone en 1992, dans le 10 000 mètres. Abebe Bikila fut quant à lui le premier médaillé d'or africain en remportant le marathon olympique en 1960 et 1964, établissant un nouveau record du monde les deux fois. Lors des jeux olympiques de Pékin en 2008, Kenenisa Bekele obtint pour la deuxième fois la médaille d'or au 5 000 mètres et au 10 000 mètres, alors que sa compatriote Tirunesh Dibaba devint la première femme à remporter la médaille d'or au sur les deux distances.
Depuis 2001, l'Éthiopie organise le Great Ethiopian Run qui est un marathon regroupant plusieurs milliers de coureurs et qui se déroule à Addis-Abeba.

## Football
Si l'Éthiopie ne possède pas un palmarès des plus impressionnants, le football reste néanmoins un sport populaire et apprécié des Éthiopiens.
Il existe deux principales compétitions nationales, le championnat d'Éthiopie de football et la coupe d'Éthiopie de football. Le pays a plusieurs clubs parmi lesquels on peut citer EEPCO, Ethiopian Coffee et Saint-George SA.
L'équipe nationale d'Éthiopie participe à plusieurs compétitions régionales et internationales.
Sur le continent africain, l'Éthiopie fait partie de la Confédération africaine de football (voir Fédération d'Éthiopie de football) qui organise notamment la Coupe d'Afrique des Nations (CAN). L'Éthiopie a d'ailleurs accueilli plusieurs fois la CAN en 1962 (année où elle remporte le trophée), 1968 et 1976. L'Éthiopie participe à la Coupe CECAFA des nations qu'elle a organisée en 1987, 2001, 2004 et 2006, et qu'elle a remportée en 1987, 2001, 2004 et 2005. Les clubs éthiopiens sont en revanche beaucoup moins performants dans le cadre de la Coupe Kagame Inter-Club qu'ils n'ont jamais remportée. De même, si le pays a accueilli une fois en 2001 la Coupe d'Afrique des nations junior, elle ne s'est jamais illustrée dans cette compétition. Par ailleurs, elle ne participera pas au Championnat d'Afrique des nations (CHAN) dont la première édition aura lieu en 2009.
Au niveau mondial, l'Éthiopie est 102e du classement mondial de la FIFA en 2008. Elle n'est jamais parvenue à se qualifier pour la phase finale de la coupe du monde